# Église Notre-Dame-de-l'Assomption de Châteauvillain
L'église Notre-Dame est une église  située sur le territoire de la commune de Châteauvillain, dans le département français de la Haute-Marne et la région Grand Est.

## Historique
L'Église Notre-Dame-de-l'Assomption a été reconstruite de 1770 à 1784 à l'initiative du duc de Penthièvre, seigneur de Châteauvillain. Sa façade est classée et attribuée à Soufflot. Elle fut rebâtie en 1874 par l'entrepreneur Beauvallet, de Lanty sur des plans de l'architecte départemental Arsène Descaves. Elle est classée, pour sa façade monument historique depuis 1972, le reste du bâtiment étant inscrit.

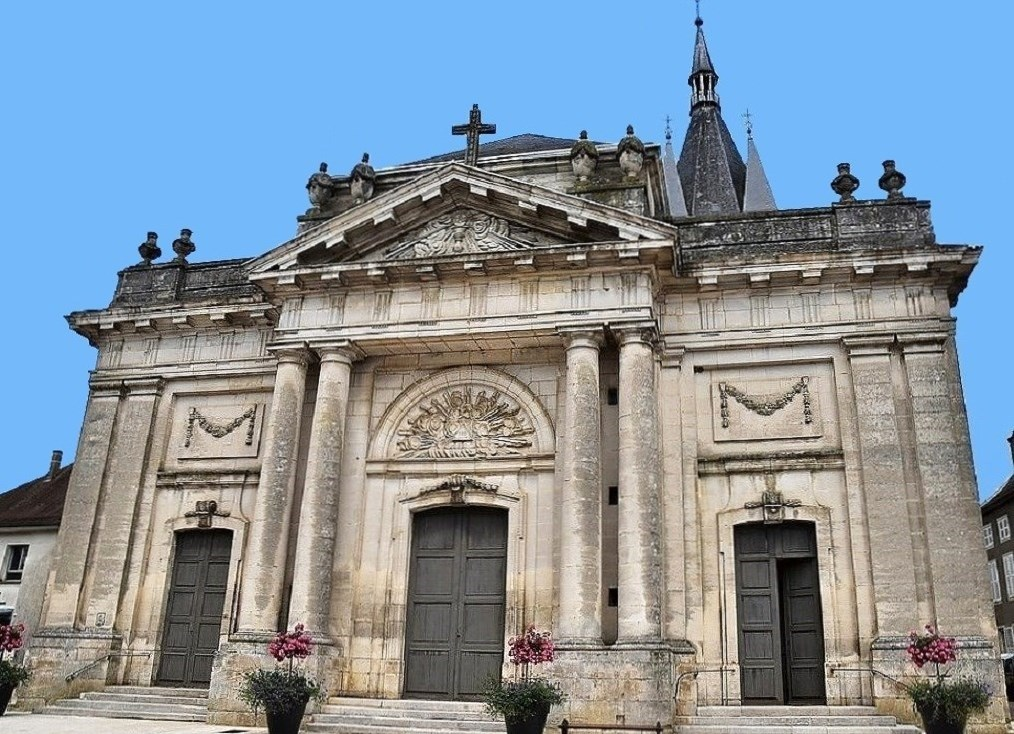
L'église Notre-Dame-de- l'Assomption.